# Dennis Dominator
Dennis Dominator — первый двухэтажный автобус особо большой вместимости производства Dennis Specialist Vehicles, предназначенный для эксплуатации в странах с левосторонним движением. Вытеснен с конвейера моделью Dennis Lance.

## История
Производство автобуса Dennis Dominator стартовало в 1977 году. Радиаторная решётка расположена спереди. За всю историю производства на автобус Dennis Dominator ставили дизельные двигатели внутреннего сгорания Gardner 6LXB и автоматическую трансмиссию Voith D851. Также на автобус ставили двигатели Rolls-Royce Eagle, Cummins L10, Gardner 6LXCT и даже DAF DK1160. На базе этого автобуса также производили троллейбус. В 1983 году стартовало производство одноэтажных автобусов Dennis Dominator. Производство завершилось в 1996 году.

## Модификации
С 1980 года на шасси Dennis Dominator производился автобус Dennis Falcon, с 1982 — Dennis Dragon/Condor, с 1984 — Dennis Domino.

## Галерея

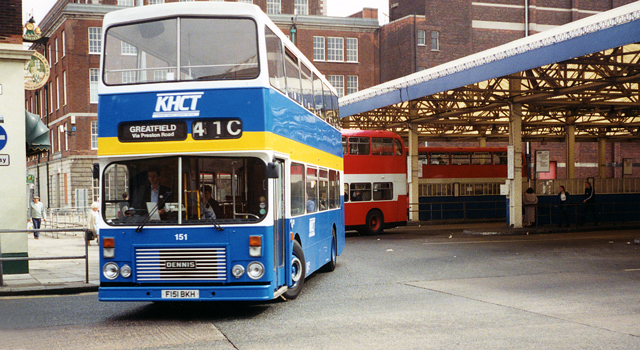
East Lancs E
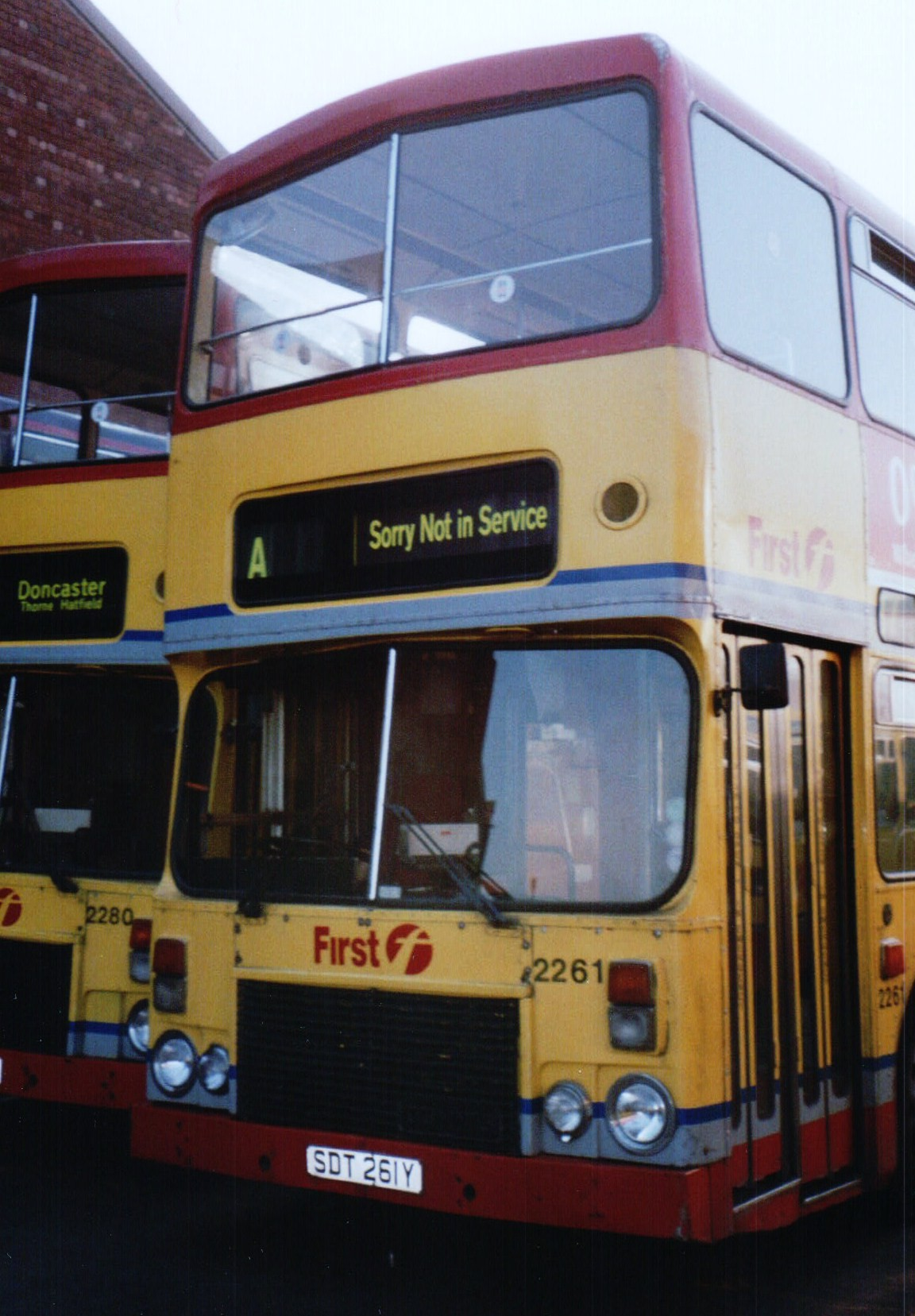
Alexander RH
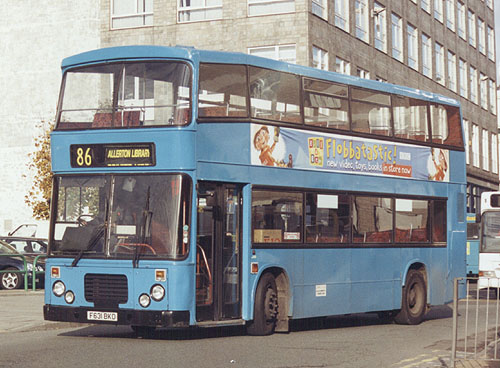
East Lancs
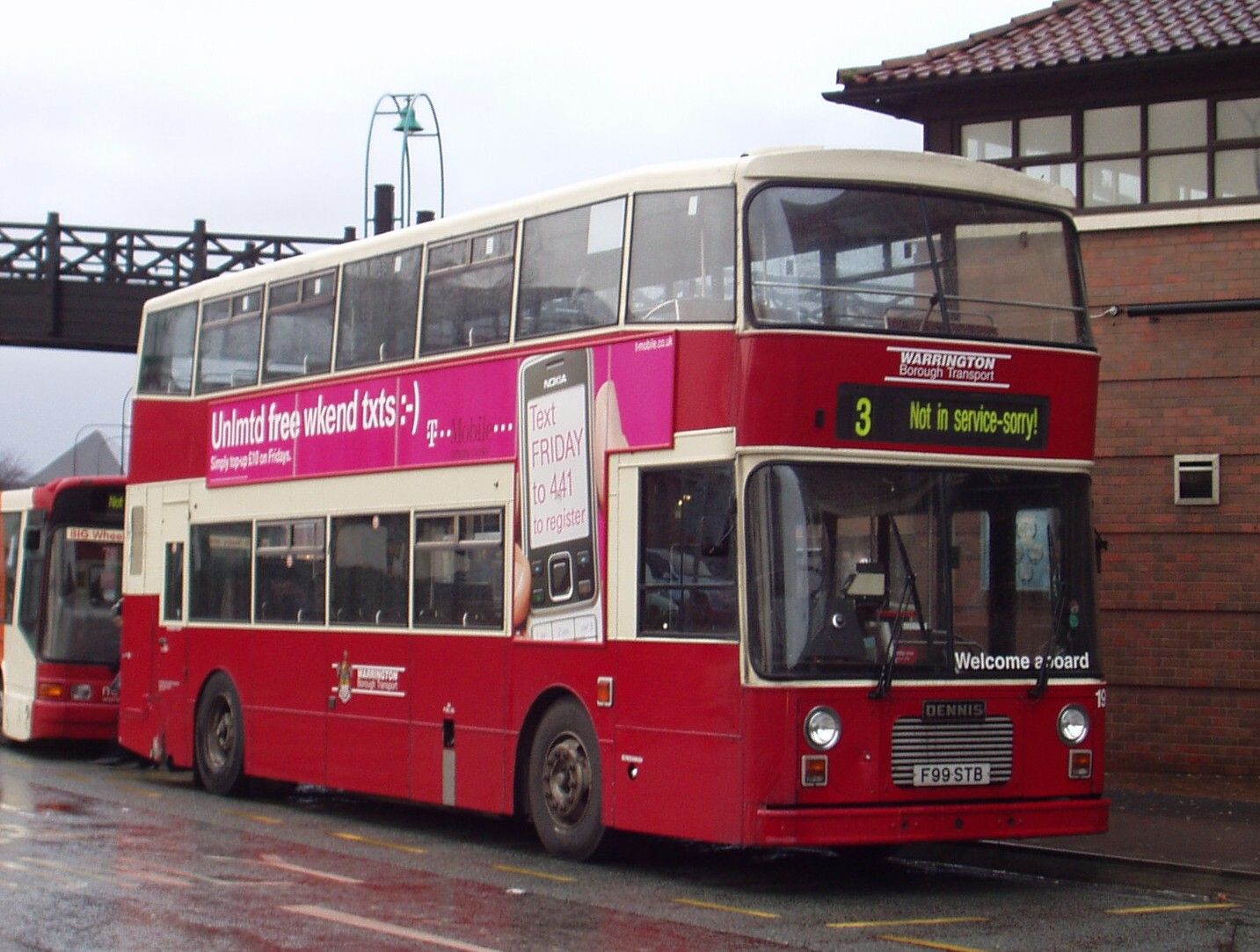
East Lancs
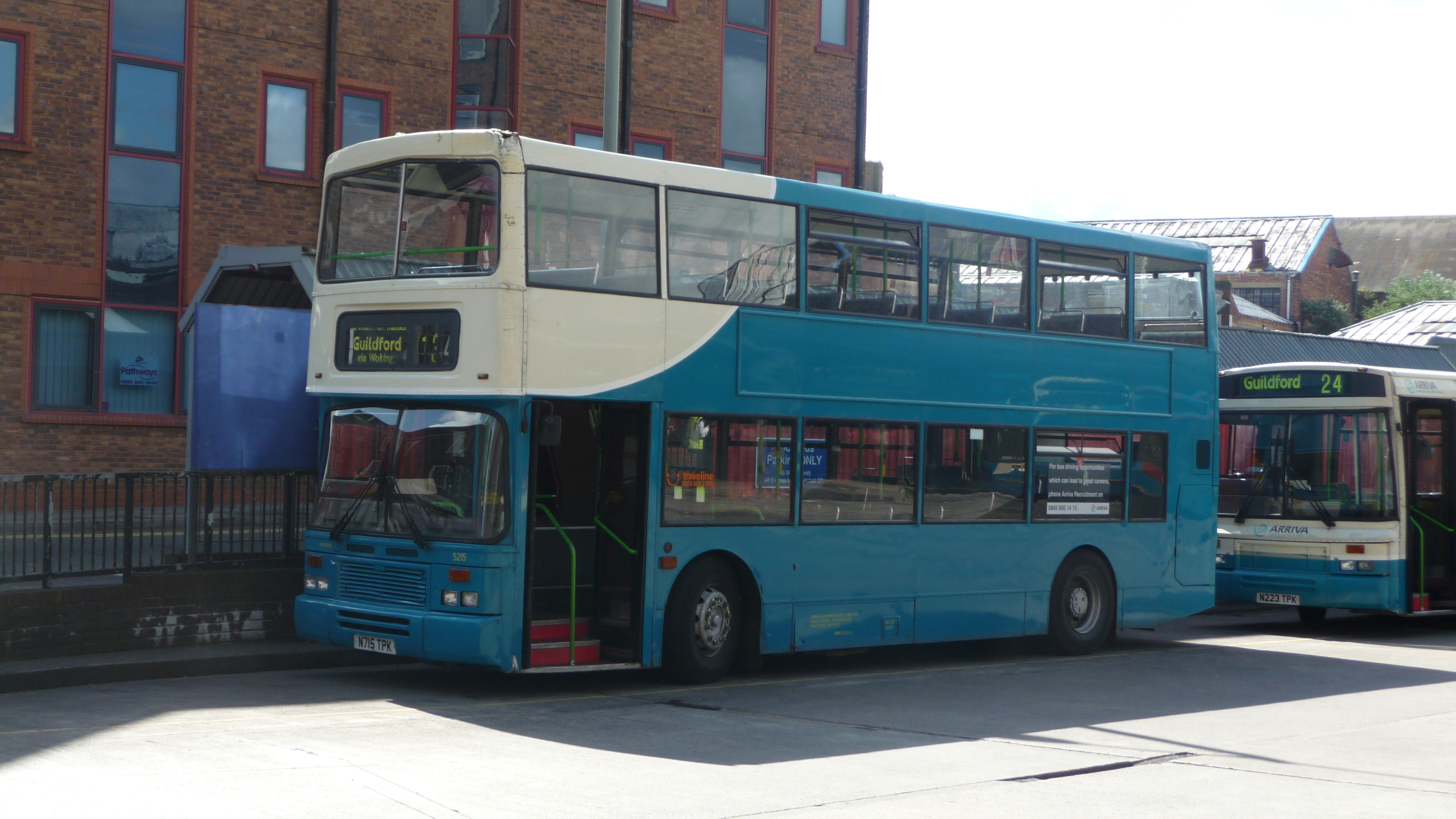
East Lancs
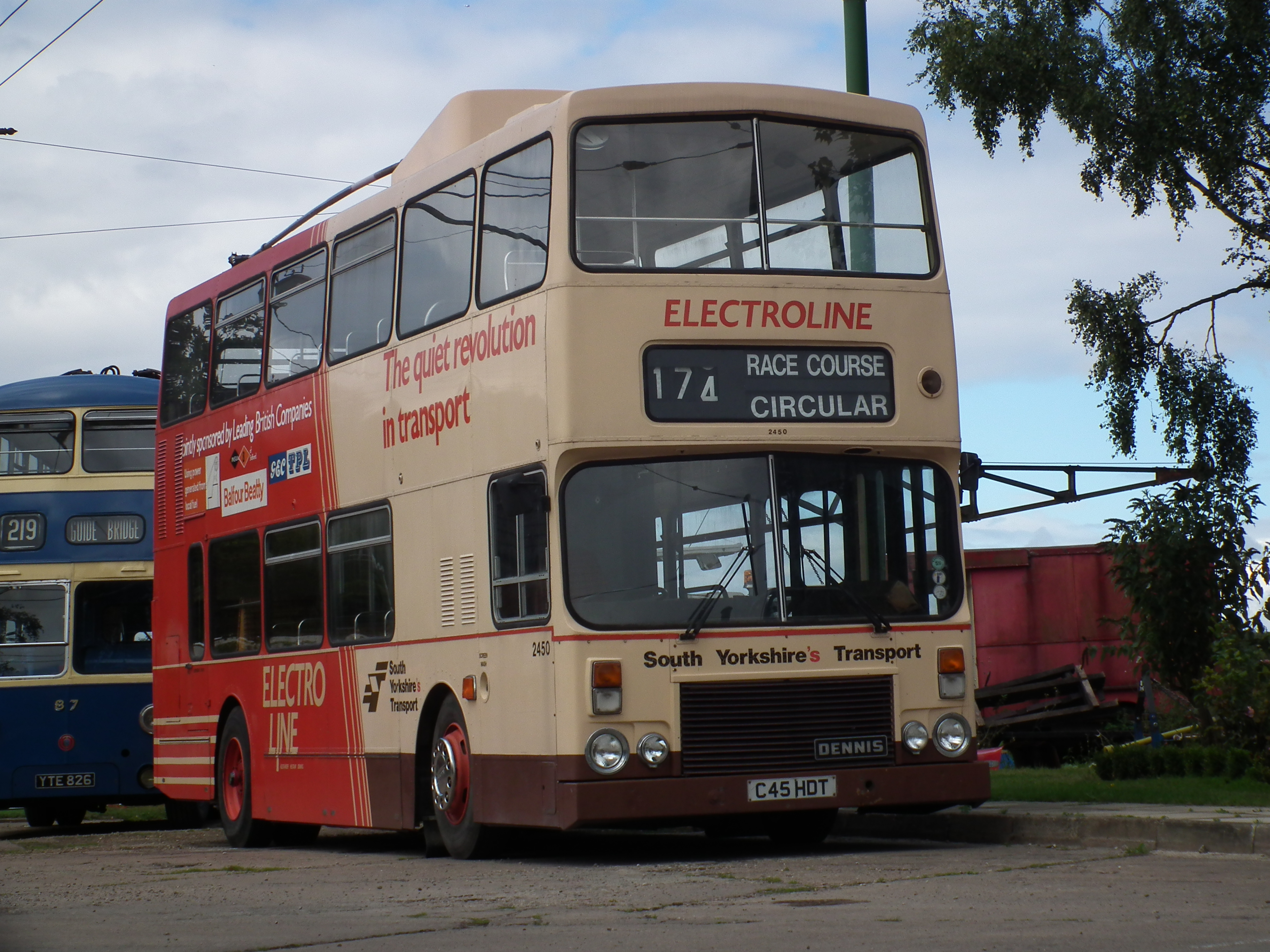
Троллейбус
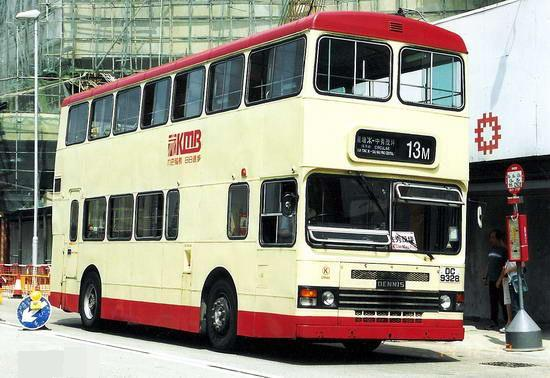
Duple Metsec